# Pamanukan (plaats)
Pamanukan is een bestuurslaag in het regentschap Subang van de provincie West-Java, Indonesië. Pamanukan telt 13.315 inwoners (volkstelling 2010).